# Villa Tizzoni Ottolini
Villa Tizzoni Ottolini è situata al confine sud est di Brugherio, nel complesso architettonico di Cascina Increa.

## Storia
Gli edifici di Cascina Increa sono tra i più antichi di Brugherio: se ne trovano tracce in documenti che risalgono al XVI secolo (1578).
Fino a pochi decenni fa era presente una casa signorile e costruzioni ad uso agricolo per la coltivazione del vastissimo terreno di proprietà. Si trovavano alloggi per i contadini dipendenti, stalle, fienili, depositi per attrezzi, (che ora sono stati trasformati in edifici residenziali) oltre ad un parco ed un giardino all'italiana ormai scomparsi.

## Architettura
Attraversando un'entrata semicircolare si accede ad un'ampia corte di stampo lombardo su cui affaccia Villa Tizzoni Ottolini costruita seguendo gli schemi architettonici del XVIII secolo. Si tratta del luogo di villeggiatura delle famiglie milanesi dei Tizzoni, poi degli Ottolini e infine dei Robbiani. 
L'edificio presenta un portico a cinque archi sovrastato da un balconcino in ferro battuto e due ali di servizio leggermente più basse.
Il salone centrale a pian terreno, oggi sede di un'attività commerciale, è sovrastato da un soffitto a cassettoni molto antico. Dal porticato si accede ad uno scalone di rappresentanza con una pregevole balaustra.
Nell'anno 1992, durante i lavori per la suddivisione del locale ripostiglio da parte dei proprietari, vennero alla luce frammenti di due affreschi settecenteschi. Di color bianco-azzurro, i due dipinti si trovano al primo piano della villa, nella stanza centrale. Un affresco rappresenta un angelo tra le nuvole che reca in mano una torcia accesa. L'altro riproduce una scena mitologica con un guerriero, tre donne e un putto alato con una corona in mano. Oltre a questi due dipinti ne era già visibile un terzo, raffigurante Mercurio.
Alla sinistra dell'entrata si trova la Chiesa di Santa Maria Immacolata contenente affreschi recentemente restaurati: una Natività e l'Agonia di San Giuseppe.